# خاوران (خفر)
خاوَران شهری در  استان فارس و مرکز بخش راهگان است. خاوران در نیمه جنوبی استان فارس در ۱۱۵ کیلومتری جنوب شیراز و ۶۰ کیلومتری شمال غرب جهرم واقع شده و ۱۳۶۰ متر از سطح دریا ارتفاع دارد. این شهر به دلیل کوهستانی بودن از آب و هوای مطبوعی برخوردار است که موجب شده اکثر درختان سردسیری و گرمسیری در کنار هم رویش یابد. یکی از جاذبه‌های گردشگری آن، وجود باغ‌های انبوه مرکبات و نخلستان‌ها است که جلوه منحصربه‌فردی به خاوران بخشیده‌است. براساس سرشماری نفوس و مسکن سال ۱۳۹۵، جمعیت خاوران برابر با ۴٬۳۳۲ تن بوده‌است. این شهر تا سال ۱۳۶۱ خانه‌کهدان نامیده می‌شده است.
خاوران شهری سرسبز است و پیشه بیشتر مردم آن کشاورزی، پرورش دام و طیور، کشاورزی، باغبانی و رانندگی است. این شهر دارای قنات‌هایی است که در واقع منابع اصلی آبیاری باغ‌های این شهر به‌شمار می‌روند. یکی از مهم‌ترین این قناتها، قنات شیخ‌احمدی است که تبدیل به تفریحگاه و منطقه نمونه گردشگری شده‌است. از دیگر چشمه‌سارهای این شهر می‌توان به چشمه مخستان، چشمه قم‌آباد، چشمه منصورآباد، چشمه مجدآباد نیز اشاره کرد. از لحاظ فرهنگی نیز این شهر نویسندگان، هنرمندان و ادیبان زیادی را در خود دیده‌است.

## پیشینه

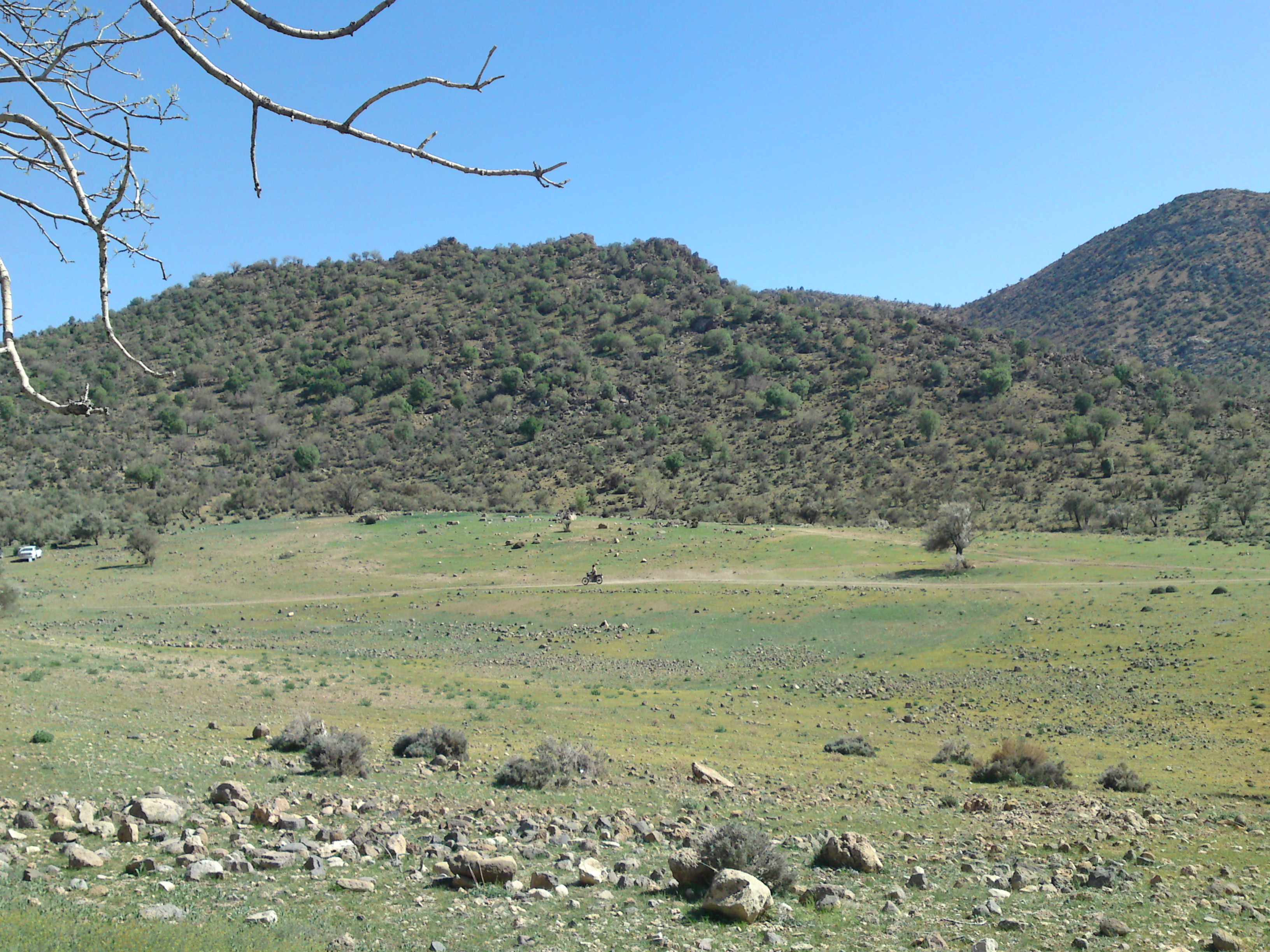
جنگل خاوران

از مدارک، سنگ نوشته‌ها و نقل قول‌ها اینطوری روایت شده که این شهر دارای سابقه طولانی است و حدود یک هزار سال از قدمت آن تاکنون به تأیید رسیده‌است. از آثار تاریخی این منطقه می‌توان امامزاده محمد را نام برد، از آسیاب‌ها و مساجد قدیمی که هنوز به چشم می‌خورد نام برد که نشانگر قدمت طولانی این خطّه می‌باشد. مرقد مبارک امامزاده محمد، در سمت شمالی خاوران، میان نخلستانهای انبوه می‌باشد، که خوشبختانه ساختمان و گنبد آن در چند سال گذشته بازسازی شده‌است.
دربارهٔ تغییر نام این محل باید گفت که تغییر نام خانکهدان بعد از پیروزی انقلاب و بنا بر پیشنهاد و امام جمعه خفر و تصویب مقام وزارت کشور صورت پذیرفت و در سال ۶۱ بعد از تأسیس شهرداری با حمایت مردم فداکار و کوشای این خطه به خدمات عمومی زیاد از جمله احداث ساختمان شهرداری، آسفالته نمودن کوچه‌ها –نوسازی خانه‌ها –اقدامات وسیع آب و برق –احداث دو باب مدرسه راهنمایی دخترانه و پسرانه و ۴ باب مدرسه ابتدایی و دو باب دبیرستان دخترانه و پسرانه –افتتاح شعب بانک صادرات –کشاورزی –احداث بهداشت –شهرک جدید کوی المهدی –احداث ساختمان مخابرات –احداث ساختمان ژاندارمری و دوایر راهنمایی و رانندگی –دفتر ازدواج –تأسیس پمپ بنزین –کارخانه سنگ‌شکن به پیشرفت قابل ملاحظه‌ای نائل گردید.

### ساسانیان
جمشید صداقت کیش در ششمین همایش خاوران‌شناسی اعلام کرد: من با مطالعه هفتاد جلد کتاب و بازبینی ۲۰۰نقشه‌ای که اروپائیان از ایران کشیده‌اند به این نتیجه رسیدم که سابقه شهر خاوران (روستای خانکهدان سابق) به دوره ساسانیان می‌رسد. من با مطالعه هفتاد جلد کتاب و بازبینی ۲۰۰نقشه‌ای که اروپائیان از ایران کشیده‌اند به این نتیجه رسیدم که سابقه شهر خاوران (روستای خانکهدان سابق) به دوره ساسانیان می‌رسد اما اینکه در کمتر کتابی از آن اسم برده شده به این خاطر است که سیاحان و تاریخ نویسان معمولاً از شاهراه‌های اصلی عبور می‌کردند و کاری به مناطق اطراف جاده نداشتند. همین مشکل را دربارهٔ شهرهای دیگر فارس مثل اقلید و ارسنجان هم شاهد هستیم. با این وجود قدیمی‌ترین کتابی که از خانکهدان اسم برده شده کتابی است که محمدجعفر خورموجی در ۱۵۷ سال پیش درتهران چاپ کرده و توضیح داده که خانکهدان یکی از ۲۹ قریهٔ بخش خفر است.
در ۱۳۳۰ شمسی، در کتابچه‌ای بنام «فرهنگ جغرافیایی ایران» که ارتش منتشر کرد نوشته شده «خانه کهدان قصبه‌ای است با ۲۰۴۱ نفر سکنه که شیعه مذهب و پارسی زبانند و اهالی به زراعت باغبانی و کسب روزگار می‌گذرانند. یک دبستان نیز در آنجا وجود دارد»

### انسانهای اولیه
در اطراف شهر دو غار وجود دارد که باید از نظر سکونت انسانهای اولیه بررسی شود. همچنین کوه گر (که در زبان پهلوی به معنی کوه آتشکده‌است) و چند سنگ قبر که متعلق به دورهٔ صفویه‌است؛ نیازمند تحقیقات بیشتر و نگهداری از آن‌ها در موزهٔ مردم‌شناسی خاوران می‌باشد.
نویسنده و پژوهشگر برتر فارس با اشتباه خواندن زبانشناسی عامیانه که در برابر زبان‌شناسی علمی قد علم کرده‌است- در مورد معانی صحیح کلمه خانکهدان گفت: «خان» دو معنی عامیانه دارد که یکی به معنی کاروانسرا و دیگری ارباب است اما معنی سوم که علت نامگذاری خانکهدان است خان در پهلوی ساسانی به معنی چشمه‌است بنابراین نام خانکهدان را از چشمه و کوه گرفته‌اند.

## جمعیت
بر اساس آمار سازمان برنامه و بودجه در سال ۱۳۷۰ دارای ۵۳۸۷ نفر جمعیت بوده که در ناحیه کوهستانی واقع گردیده‌است. بنا به روایت نام قبلی این محل "خانه کوه دان " بوده که مخفف آن "خانه کهدان "است؛ و به دلیل خوش آب و هوا بودن مهاجرپذیر و در تسلط خان عشایر بوده‌است. گفتنی هست در حال حاضر بیش از ۷ هزار نفر خاورانی در شیراز زندگی می‌کنند و جمعیت همهٔ خاورانی‌ها در سراسر کشور بیش از ۲۰ هزار نفر می‌باشد.
بر پایه سرشماری عمومی نفوس و مسکن در سال ۱۳۹۵ جمعیت این شهر ۴٬۳۳۲ نفر (۱٬۵۳۳ خانوار) بوده‌است.

## قومیت
مردم این شهر از قوم فارس و نژاد آریایی هستند. رنگ پوست آن‌ها سفید و رنگ چشم آن‌ها اکثراً قهوه‌ای و مشکی است. اهالی شهر خاوران مردمی خونگرم، مهمان نواز، سخت کوش، باصفا، صمیمی و مهربان هستند که به دلیل نزدیکی و رفت‌وآمد به شهر شیراز لهجه مردم خاوران بسیار نزدیک به لهجه پدنکی می‌باشد

## آب و هوا

طبیعت خاوران

گر چه در نقشه جغرافیایی، این شهر در ناحیه نیمه بیابانی قرار گرفته و جزء مناطق گرمسیری است اما در واقع شرایط آب و هوایی این شهر کاملاً متنوع و معتدل است. به‌طوری‌که درخت سردسیری مثل گردو در کنار درخت گرمسیری مثل نخل رشد کرده و میوه می‌دهد.
خرما – انار- سیب- گوجه سبز – خرمالو- زرد آلو- هلو- انجیر- انگور- گردو- بادام و انواع مرکبات، میوه‌هایی هستند که در باغات خاوران پرورش می‌یابد. بیشترین محصول باغهای خاوران خرما می‌باشد. خرما انواع گوناگونی دارد و مرغوبترین آن‌ها از نوع "شاهانی" می‌باشد. دومین محصولات عمده خاوران مرکبات می‌باشد که شامل انواع نارنگی –لیمو ترش- پرتقال –بکرایی –نارنج –بتابی و… می‌باشد. سومین محصول کشاورزی خاوران انار است که البته " رب انار خاوران " نیز طرفداران زیادی دارد.

## مذهب
مردم شهر خاوران مسلمان و شیعه ۱۲ امامی هستند و بر اعتقادات مذهبی پایبندی خاصی دارند. در حال حاضر خاوران دارای ۳ حسینیه، ۵ مسجد، و یک مصلای نماز جمعه می‌باشد. تنها زیارتگاه این شهر امامزاده (شاهزاده) محمد می‌باشد.

## مدارس
خاوران دارای ۶ مدرسه به شرح زیر است:
1. مدرسه ابتدایی شهید صداقت (پسرانه)
2. مدرسه ابتدایی شهید فتوحی (دخترانه)
3. مدرسه راهنمایی ابوذر (پسرانه)
4. مدرسه راهنمایی فاطمه زهرا (دخترانه)
5. دبیرستان شهید رجایی (پسرانه)
6. دبیرستان آسیه (دخترانه)
7. کانون فرهنگی تربیتی امام محمد باقر(ع)
8. دارالقرآن امام رضا(ع) در سال 1402

## دانشگاه
دانشگاه پیام نور خاوران به همت نیکوکاران خاورانی از جمله «اسماعیل حاصلی» و «حاج اسدالله لاری پور» با اهدای زمین و پول با موافقت وزارت علوم در سال ۱۳۸۵ تأسیس شده‌است. سال ۱۳۹۰ اولین گروه از دانشجویان این دانشگاه فارغ‌التحصیل شده‌اند. بیش از ۱۵۰۰ نفر در دانشگاه پیام نور خاوران مشغول به تحصیل هستند. لازم است ذکر شود این دانشگاه در حال حاضر بیش از ۲۰ رشته متمرکز دارا می‌باشد.

## در قدیم
فرهنگ جغرافیایی ایران ج ۷ می‌نویسد:
خانه کهدان، قصبه‌ای است در شهرستان جهرم، واقع در ۱۵ هزارگزی جنوب خاوری باب انار و چهار هزارگزی شمال شوسه جهرم به شیراز. ناحیه‌ای است کوهستانی و گرمسیر و مالاریایی، دارای ۲۰۴۱ تن سکنه که شیعی مذهب و فارسی زبانند. آب آنجا از چشمه و قنات. محصولش خرما، مرکبات، بادام، انگور، انجیر و انار است. اهالی به زراعت و باغداری و کسب گذارن می‌کنند و از صنایع دستی قالی می‌بافند. در آنجا یک باب دبستان وجود دارد. راه آن فرعی است.
🔺خاوران در فارسنامهٔ ناصری
فارسنامه ناصری توسط مرحوم میرزا حسن فسایی به رشته تحریر درآمده است. در صفحه ۱۹۷این کتاب عیناً درج شده‌است: قصبه‌های این بلوک را نیز خفر گویند. هجده فرسخ از شیراز دور است و عموم خانه‌های آن از خشت خام و گل و چوب است و شمار خانه‌های آن نزدیک به صد خانه است و کلانتر آن بلوک ملا عابد خانکهدانی پسر ملا محمد علی است و خانکهدان (خاوران) پنج برابر بلکه بیشتر از شهر خفر بزرگ‌تر است و تمام املاک بلوک خفر ملک اهالی شیراز گشته‌است بجز خانکهدان (خاوران)

در مطلب فوق سه نکنه به چشم می‌خورد :جمعیت زیاد، نداشتن مالک، و پایگاه کلانتری بودن خاوران در آن زمان